# Trần Thị Yến
Trần Thị Yến (* 16. September 1990) ist eine vietnamesische Hürdenläuferin, die sich auf die 100-Meter-Distanz spezialisiert hat.

## Sportliche Laufbahn
Erste internationale Erfahrungen sammelte Trần Thị Yến im Jahr 2015, als sie bei den Südostasienspielen in Singapur in 13,64 s die Bronzemedaille hinter der Thailänderin Wallapa Punsoongneun und Dedeh Erawati aus Indonesien gewann. Zudem sicherte sie sich mit der vietnamesischen 4-mal-100-Meter-Staffel mit neuem Landesrekord von 44,77 s die Silbermedaille hinter Thailand. Zwei Jahre später siegte sie dann bei den Südostasienspielen in Kuala Lumpur in 13,40 s im Hürdensprint sowie in 43,88 s auch mit der Staffel, wobei sie mit dieser einen neuen Spiele- und Landesrekord aufstellte. 2018 nahm sie erstmals an den Asienspielen in Jakarta teil und schied dort mit 14,10 s in der ersten Runde aus. 2019 gewann sie bei den Südostasienspielen in Capas in 13,75 s die Silbermedaille hinter der Indonesierin Emilia Nova und gewann mit der Staffel in 45,17 s die Bronzemedaille hinter den Teams aus Thailand und den Philippinen.
2015, 2017 und 2019 wurde Trần vietnamesische Meisterin im 100-Meter-Hürdenlauf.

## Persönliche Bestleistungen
- 100 m Hürden: 13,40 s (+0,7 m/s), 26. August 2017 in Kuala Lumpur